# 니혼헤소코엔역
니혼헤소코엔역(일본어: 日本へそ公園駅 にほんへそこうえんえき[*])은 일본 효고현 니시와키시에 위치한 서일본 여객철도 가코가와 선의 철도역이다. 단선 승강장 1면 1선의 구조를 갖춘 지상역이다.

## 이용 현황
| 연도     | 1일 평균 | 연도     | 1일 평균 |
| 2000년도 | 32       | 2007년도 | 16       |
| 2001년도 | 21       | 2008년도 | 11       |
| 2002년도 | 14       | 2009년도 | 14       |
| 2003년도 | 11       | 2010년도 | 9        |
| 2004년도 | 13       | 2011년도 | 9        |
| 2005년도 | 20       | 2012년도 | 15       |
| 2006년도 | 16       |          |          |
| -------- | -------- | -------- | -------- |

## 역 주변
- 니시와키 경위도 지구 과학관
- 오카노야마 미술관

## 역사
- 1985년
  - 5월 14일 : 기공식이 거행됨.
  - 7월 15일 : 일본국유철도 가코가와 선의 히에 역 - 구로다쇼 역 간에, 임시역으로서 개업.
- 1987년
  - 4월 1일 : 일본국유철도 분할 민영화에 의해, 서일본 여객철도의 임시역으로 전환.
  - 12월 23일 : 연중 영업역으로 한다.
- 1990년 6월 1일 : 가코가와 철도부 발족에 의해, 그 관할로 한다.
- 2009년 7월 1일 : 가코가와 철도부 폐지에 수반해 고베 지사 직할로 변경되어, 가코가와 역의 피관리역으로 한다.

## 인접 역
| 서일본 여객철도 가코가와 선 | 서일본 여객철도 가코가와 선 | 서일본 여객철도 가코가와 선 |
| --------------------------- | --------------------------- | --------------------------- |
| 히에 가코가와 방면          | ■ 가코가와 선               | 구로다쇼 다니카와 방면      |